# Yayi Boni
Thomas Yayi Boni (Tchaourou, 30 ottobre 1952) è un politico e banchiere beninese, Presidente del Benin dal 2006 al 2016.

## Biografia
Boni nacque a Tchaourou, nel dipartimento di Borgou nel Benin settentrionale, che allora era una colonia francese chiamata Dahomey. Studiò nel capoluogo regionale, Parakou, ed in seguito studiò economia all'Università nazionale del Benin. Studiò finanza all'Università Cheikh Anta Diop di Dakar, in Senegal ed in seguito economia e politica all'Università di Orléans in Francia ed all'Università di Parigi, dove ottenne un dottorato in economia nel 1976.
Dal 1980 al 1988 Boni lavorò per la Banca Centrale degli Stati dell'Africa Occidentale (BCEAO), basata a Dakar, diventandone Vice Direttore. Nel 1988 divenne Vice Direttore per lo Sviluppo Professionale al Centre Ouest Africain de Formation et d'Etudes Bancaires (COFEB), anch'esso a Dakar. Dal 1992 al 1994 lavorò nell'ufficio del Presidente del Benin, Nicéphore Soglo, responsabile della politica monetaria e bancaria. Nel 1994 fu nominato Presidente della Banque Ouest Africaine de Développement (BOAD). Grazie al suo lavoro per lo sviluppo dell'Africa occidentale fu nominato Cavaliere dell'Ordine Nazionale al Merito della Repubblica Francese.
È divenuto Presidente dopo aver vinto le elezioni presidenziali del 2006: Boni ha ottenuto il 32% dei voti al primo turno e il 75% al ballottaggio, sconfiggendo Adrien Houngbédji del Partito per il Rinnovamento Democratico. Si è confermato Presidente alle successive elezioni presidenziali del 2011, quando ha ottenuto al primo turno il 53,1% dei voti contro il 35,6% di Houngbédji.
Nel settembre 2021, Patrice Talon e Thomas Boni Yayi, alleati politici divenuti nemici intimi, si sono incontrati al Marina Palace di Cotonou. Durante questo tête-à-tête, Thomas Boni Yayi ha presentato a Patrice Talon una serie di proposte e richieste, relative in particolare al rilascio dei “detenuti politici”.

## Onorificenze

### Onorificenze beninesi
Personalmente è stato insignito dei titoli di:

### Onorificenze straniere

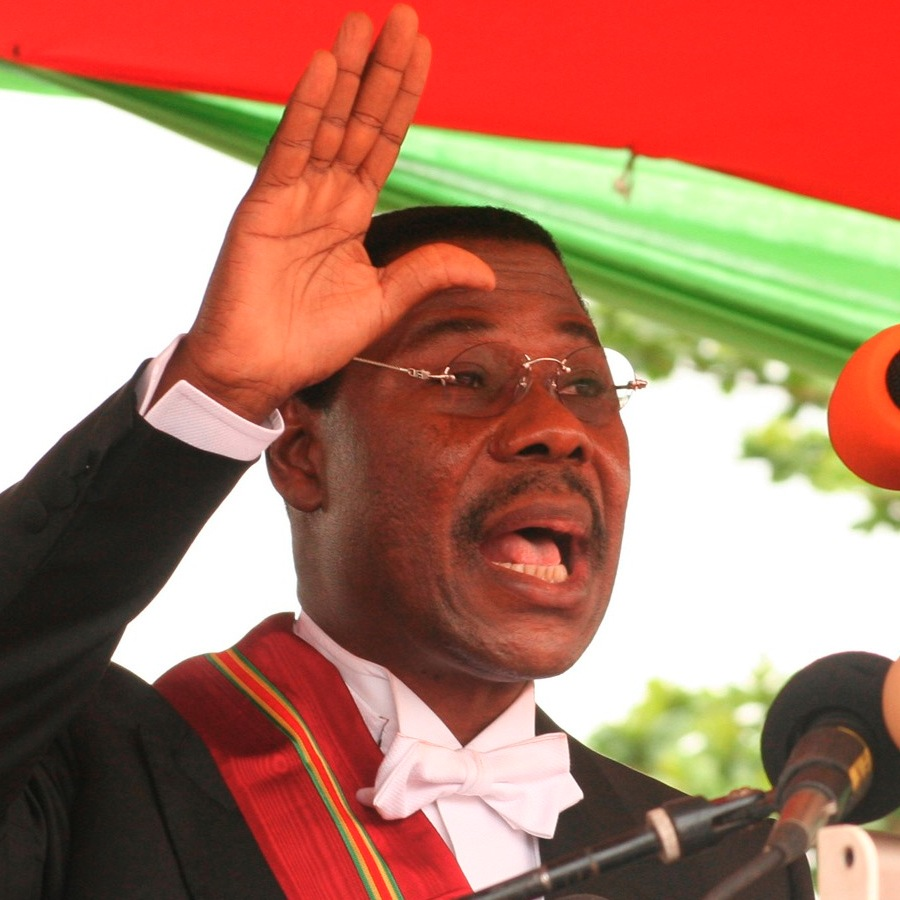
Yayi Boni nel 2006